# Columnea herthae
Columnea herthae är en tvåhjärtbladig växtart som beskrevs av Rudolf Mansfeld. Columnea herthae ingår i släktet Columnea och familjen Gesneriaceae. Inga underarter finns listade i Catalogue of Life.